# Giuseppe de Morpurgo
Giuseppe de Morpurgo (4. února 1816 Terst – 28. února 1898 Terst) byl rakouský bankéř a politik italské národnosti z Terstu, v 2. polovině 19. století poslanec Říšské rady.

## Biografie
Pocházel ze starobylého židovského rodu, který se již v 18. století významně podílel na ekonomickém životě v regionu Terstu. Jeho bratrem byl lodní podnikatel Elio de Morpurgo. Giuseppe se po ukončení studií věnoval kupecké profesi a působil v bankovnictví. Po smrti otce v roce 1830 se začal připravovat na převzetí správy rodinných firem, v čemž mu pomáhal strýc i starší bratr Elio. V roce 1833 se podílel s dalšími členy rodiny na založení rejdařské společnosti Österreichischer Lloyd. Patřil mezi zakladatele banky Morpurgo & Parente a podílel se na založení terstské obchodní banky, jejímž prezidentem byl po dlouhou dobu. Po 48 let zasedal na postu v dozorčí radě Assicurazioni Generali a byl viceprezidentem burzovní společnosti. Byl činný i v charitativních spolcích. Zasloužil se o rozvoj terstské lodní dopravy.
Během revolučního roku 1848 vystupoval jako stoupenec federativního uspořádání státu, odmítal ale slovanské nároky na Terst. Roku 1861 byl zvolen na Terstský zemský sněm (ten zároveň fungoval jako obecní rada pro město Terst). Patřil k italské národně liberální straně. Snažil se vystupovat v národnostních otázkách smířlivě. Coby místopředseda obecní rady a zemského sněmu v letech 1861–1870 podporoval výuku němčiny na italských školách a naopak. Prosazoval koncepci Terstu coby města, které je kulturně orientováno na Itálii, ale je loajální vůči monarchii. Zemský sněm ho roku 1871 delegoval i do Říšské rady (celostátní parlament, volený nepřímo zemskými sněmy). 18. dubna 1871 složil slib. Opětovně byl zemským sněmem do Říšské rady vyslán znovu roku 1871. V Říšské radě patřil mezi první poslance, kteří v parlamentních projevech používali italštinu.
V roce 1867 (podle jiného zdroje roku 1869) byl povýšen do baronského stavu. Roku 1875 získal Řád Františka Josefa, roku 1880 Řád italské koruny a roku 1881 Řád Isabely Katolické.
Od počátku 90. let zažívala banka Morpurgo & Parente postupný úpadek, který vyvrcholil její likvidací roku 1894. Morpurgo zemřel v únoru 1898 po krátké nemoci.